# Heavy Traffic (album)
Albums de Status Quo
Famous in the Last Century
(2000) Riffs
(2003)
Singles
1. Jam Side Down
Sortie : 5 août 2002
2. All Stand Up (Never Say Never)
Sortie : 28 octobre 2002

Heavy Traffic est le vingt-cinquième album studio du groupe de rock anglais, Status Quo. Il est sorti le  23 septembre 2002 sur le label Universal TV et a été produit par Mike Paxman.

## Historique
Cet album fut enregistré au début de l'année 2002 dans les studios State of The Ark, propriétés du musicien Terry Britten. Dix sept titres sont enregistrés mais seulement treize figureront sur l'album à l'exception sur l'édition britannique qui sortira avec un titre bonus, Money Don't Matter.
Il est à noter que la collaboration entre Francis Rossi et Bob Young a été renouée. Cet album est aussi le premier avec le batteur Matt Letley.
Cet album atteindra la 15e place des charts britanniques et sera certifié disque d'argent pour plus de 60 000 exemplaires vendus au Royaume-Uni.

## Liste des titres
| No  | Titre                          | Auteur                      | Durée |
| --- | ------------------------------ | --------------------------- | ----- |
| 1.  | Blues and Rhythm               | Francis Rossi, Andy Bown    | 4:29  |
| 2.  | All Stand Up (Never Say Never) | Rossi, Bob Young            | 4:08  |
| 3.  | The Oriental                   | Rossi, John Edwards         | 4:29  |
| 4.  | Creepin' Up On You             | Rick Parfitt, Edwards       | 5:01  |
| 5.  | Heavy Traffic                  | Rossi, Edwards, Young       | 4:23  |
| 6.  | Solid Gold                     | Rossi, Young                | 4:12  |
| 7.  | Green                          | Bown                        | 3:35  |
| 8.  | Jam Side Down                  | Charlie Dore, Terry Britten | 3:27  |
| 9.  | Diggin' Burt Bacharach         | Rossi, Young                | 2:31  |
| 10. | Do It Again                    | Bown, Edwards               | 3:39  |
| 11. | Another Day                    | Rossi, Young                | 3:47  |
| 12. | I Don't Remember Anymore       | Bown                        | 3:38  |
| 13. | Rhythm Of Life                 | Rossi, Young                | 5:05  |

- Au Royaume-Uni, l'album comprend quatorze pistes dont un titre bonus Money Don't Matter (Francis Rossi, Bob Young) (3:46) comme treizième piste.

## Musiciens
- Francis Rossi : guitare solo, chant
- Rick Parfitt : guitare rythmique, chant
- Andy Bown : claviers, guitare, harmonica, chœurs
- John Edwards : basse, guitare
- Matt Letley : batterie, percussions

## Charts & certification

### Album
Chart
| Pays                                  | Durée du classement | Meilleur classement | Date              |
| ------------------------------------- | ------------------- | ------------------- | ----------------- |
| Allemagne (GfK Entertainment)         | 2 semaines          | 35e                 | 7 octobre 2002    |
| Danemark (Tracklisten)                | 2 semaines          | 36e                 | 4 octobre 2002    |
| Écosse (Scottish Album Chart)         | 4 semaines          | 23e                 | 29 septembre 2002 |
| Pays-Bas (MegaCharts)                 | 2 semaines          | 75e                 | 5 octobre 2002    |
| Royaume-Uni (UK Albums Chart)         | 3 semaines          | 15e                 | 29 septembre 2002 |
| Royaume-Uni (UK Rock and Metal Chart) | 12 semaines         | 5e                  | 29 septembre 2002 |
| Suède (Sverigetopplistan)             | 4 semaines          | 30e                 | 3 octobre 2002    |
| Suisse (Schweizer Hitparade)          | 7 semaines          | 21e                 | 6 octobre 2002    |

Certification
| Pays        | Certification | Ventes   | Date             |
| ----------- | ------------- | -------- | ---------------- |
| Royaume-Uni | Argent        | 60 000 + | 15 novembre 2002 |

### Singles
| Single                         | Chart              | Durée du classement | Position | Date            |
| ------------------------------ | ------------------ | ------------------- | -------- | --------------- |
| Jam Side Down                  | (UK Singles Chart) | 3 semaines          | 17e      | 11 août 2002    |
| All Stand Up (Never Say Never) | (UK Singles Chart) | 1 semaine           | 51e      | 3 novembre 2002 |